# Govor ob dnevu sramote
Govor ob dnevu sramote, ki ga včasih imenujejo tudi govor sramote, je bil govor, ki ga je 8. decembra 1941 ob skupni seji kongresa opravil ameriški predsednik Franklin Delano Roosevelt. Dan pred tem je Japonska napadla in bombardirala ameriško pristanišče Pearl Harbour na Havajih ter zatem napovedala vojno Združenim državam Amerike in Združenemu Kraljestvu. Govor je znan po svojem uvodnem stavku: »Včeraj 7. decembra 1941, na datum, ki bo živel v sramoti ...«.             
V nedeljo 7. decembra 1941 je ameriško pomorsko bazo v Pearl Harboru na Havajih napadlo 353 letal cesarske japonske mornarice v nenadnem vojaškem napadu, pri čemer so uničili različne ameriške ladje in letala ter ubili več kot 2400 civilistov in vojakov ter drugega osebja. Po posvetovanju s svojim predsedniškim kabinetom se je Roosevelt odločil, da bo naslednji dan opravil nagovor pred skupno sejo kongresa.
Roosevelt je opravil govor tako, da je prikazal njegovo podobo Združenih držav kot žrtve neizzvane japonske agresije in je nagovarjal k patriotizmu in ne idealizmu. Roosevelt je uporabil način, ki se nanaša na hitro govorjenje. Zaradi tega je bil govor močan in retorično pomemben. Po besedah avtorice Sandre Silberstein je Rooseveltov govor sledil dobro uveljavljeni tradiciji.
Govor je dosegel takojšen pozitiven odziv in dolgotrajen učinek. Velja za enega najbolj znanih govorov v ameriški politiki. Radio je govor predvajal v živo in je pritegnil največje občinstvo v zgodovini ameriškega radia, saj je več kot 81 % ljudi poslušalo govor. Kmalu po opravljenem govoru je ameriški kongres napovedal vojno Japonski. Bela hiša je pozneje prejela številne telegrame, ki so močno pohvalili Rooseveltovo stališče. Govor je bil od takrat uporabljen v različnih filmih. Rooseveltov opis 7. decembra 1941 kot »datuma, ki bo živel v sramoti«, so primerjali z 22. novembrom 1963, ko se je zgodil atentat na ameriška predsednika Johna F. Kennedyja, in 11. septembrom 2001, ko so se zgodili teroristični napadi na več tarč po ZDA.

## Nagovor ob skupni seji
Govor sramote je bil kratek nagovor, ki je trajal 6 min 30 sekund, opravljen na skupni seji kongresa ob 12.30, 8. decembra 1941. Državni sekretar Cordell Hull je priporočil Rooseveltu, naj posveti več časa nagovoru japonsko-ameriških odnosov in dolgotrajnim, a neuspešnim prizadevanjem za iskanje mirnih rešitev. Vendar je Roosevelt ohranil kratek potek govora v prepričanju, da bo ohranil bolj dramatičen učinek. Rooseveltova revidirana izjava je bila močnejša zaradi odločnega vztrajanja, da bodo potomci podprli ameriški pogled na napad. To ni bilo mišljeno le kot Rooseveltov osebni odgovor, ampak kot izjava v imenu vseameriškega ljudstva ob soočenju z veliko kolektivno travmo. Po mnenju sociologa Jeffreyja C. Alexandera in drugih avtorjev knjige Cultural Trauma and Collective Identity je bil govor opravljen tako, da je kristaliziral in usmeril odziv naroda v odločnost.
 

Prvi odstavek govora je bil oblikovan tako, da je Roosevelt ZDA prikazal kot žrtve neizzvane japonske agresije. Prvotni del govora naj bi se glasil: »datum, ki bo živel v svetovni zgodovini«. Roosevelt ga je preimenoval v »datum, ki bo živel v sramoti«. Besedilo je bilo namerno pasivno. Namesto, da bi govoril v tvornem načinu (»Japonska je napadla Združene države Amerike«), se je Roosevelt odločil govoriti v trpniku, da bi poudaril status Amerike kot žrtve. Roosevelt je v prvem delu govora dejal:
Včeraj, 7. decembra 1941 – na datum, ki bo živel v sramoti – so bile Združene države Amerike nenadoma in namerno napadene s strani vojaških sil Japonskega cesarstva. Združene države Amerike so bile v nevtralnem stanju s tem narodom in so se na poziv Japonske še vedno pogovarjale z njeno vlado in njihovim cesarjem, ki so si prizadevali za ohranitev miru v Pacifiku. Dejansko, eno uro po tem, ko so japonske letalske sile začele bombardirati ameriški otok Oahu, sta japonski veleposlanik v Združenih državah in njegov kolega našemu državnemu sekretarju poslala uradni odgovor na nedavno ameriško sporočilo. In čeprav je ta odgovor navajal, da se zdi nesmiselno nadaljevati obstoječa diplomatska pogajanja, ni vseboval nobene grožnje ali namiga o vojni ali oboroženem napadu.
Roosevelt je dejal, da je razdalja od Japonske do Havajev očitno pokazala, da so Japonci načrtovali napad pred več dnevi ali celo več tedni. Tema "kršene nedolžnosti" je bila dodatno okrepljena z omembo tekočih diplomatskih pogajanj z Japonsko, za katera je Roosevelt označil, da jih je japonska vlada cinično in nepošteno vodila, medtem ko se je na skrivaj pripravljala na vojno proti ZDA. Zavestno se je poskušal izogniti nekakšnemu bolj abstraktnemu pozivu, ki ga je izdal predsednik Woodrow Wilson v svojem govoru v kongresu aprila 1917, ko so Združene države vstopile v prvo svetovno vojno. Wilson je predstavil strateško grožnjo, ki jo je predstavljala Nemčija, in poudaril idealistične cilje za sodelovanje Amerike v vojni. V tridesetih letih prejšnjega stoletja pa se je javno mnenje močno obrnilo proti takšnim temam in je bilo previdno do idealističnih vizij preoblikovanja sveta s pravično vojno. Roosevelt se je odločil za pritožbo, ki je bila usmerjena bolj na poziv k domoljubju in ne idealizmu.
Rooseveltovemu izrazu »sramota« je dodatno odmevalo dejstvo, da je sledil vzorcu prejšnjih pripovedi o velikih ameriških porazih. Bitka pri Little Bighornu leta 1876 in potopitev bojne ladje USS Maine leta 1898 sta bila vir močnega nacionalnega ogorčenja in odločenosti, da se boj usmeri proti sovražniku. Porazi in neuspehi so bili vsakič prikazani kot le odskočna deska do končne in neizogibne zmage. Po besedah Sandre Silberstein je Rooseveltov govor sledil dobro uveljavljeni tradiciji, kako z retoričnimi konvencijami predsedniki prevzemajo izjemna pooblastila kot vrhovni poveljnik, nestrinjanje je minimalizirano, sovražniki se ponižujejo in življenja so znova izgubljena v obrambi naroda združeni pod Bogom. Roosevelt je strokovno uporabil potezo kairosa, ki se nanaša na kritično govorjenje; zaradi tega je bil govor močan in retorično pomemben. Roosevelt se je v svojem govoru dan po napadu na Pearl Harbor predstavil kot takoj pripravljen na soočenje s tem konfliktom, kar je nakazalo njegovo pomembnost tako zanj kot za ameriški narod.

Roosevelt je tudi poudaril, da so njihovi ljudje, njihovo ozemlje in njihovi interesi v resni nevarnosti, in izpostavil poročila o japonskih napadih v Pacifiku med Havaji in San Franciscom. Poskušal je preprečiti izolacionistično gibanje, ki se je borilo proti vpletenosti ZDA v vojno v Evropi. Govor je nato zaključil z besedami:
Ne glede na to, kako dolgo bo trajalo, da premagamo to premišljeno invazijo, bo ameriški narod v svoji pravični moči prišel do popolne zmage. Verjamem, da razlagam voljo kongresa in ljudi, ko trdim, da se ne bomo le do skrajnosti borili, ampak smo zelo prepričani, da nas ta oblika izdaje ne bo nikoli več ogrozila. Sovražnosti obstajajo. Ni mogoče zanikati, da so naši ljudje, naše ozemlje in naši interesi v resni nevarnosti. Z zaupanjem v naše oborožene sile – z neomejeno odločnostjo naših ljudi – bomo dosegli neizogibno zmagoslavje – zato nam pomagaj, Bog. Prosim, da naj kongres razglasi, da od neizzvanega in podlega napada Japonske v nedeljo, 7. decembra 1941, obstaja vojno stanje med Združenimi državami Amerike in Japonskim cesarstvom.  

## Odzivi
Rooseveltov govor je imel takojšen in dolgotrajen vpliv in je bil označen kot eden najbolj znanih govorov v ameriški politiki. Triintrideset minut po tem, ko je končal govor, je ameriški kongres napovedal vojno Japonski, pri čemer je le ena predstavnica, Jeannette Rankin, glasovala proti vojni napovedi. Govor je v živo prenašal radio in je pritegnil največ občinstva v zgodovini ameriškega radia, saj je več kot 81 % ljudi poslušalo govor. Odziv je bil zelo pozitiven, tako znotraj kot izven kongresa. Samuel Irving Rosenman, ki je bil Rooseveltov svetovalec, je prizor opisal kot "najbolj dramatičen spektakel v dvorani predstavniškega doma". Dejal je, da je duh sodelovanja prihajal tako z demokratske kot tudi z republikanske strani.
Bela hiša je prejela vrsto telegramov, ki so pohvalili Rooseveltov govor. En pisatelj je zapisal: "Tiste nedelje smo bili zgroženi in prestrašeni, toda vaš neomejen pogum nas je združil." Radijske postaje so bile preplavljene z valom telegramov in so morale zaradi tega opraviti 24-urno dežurstvo, da so prebrale vse telegrame, ki so bili poslani, število teh telegramov pa naj bi bilo dvakrat večje kot po Wilsonovi vojni napovedi leta 1917. Protivojno gibanje se je po govoru nehalo, pri čemer so se začeli razumevati tudi predsednikovi največji kritiki. Charles Lindbergh, ki je bil vodilni izolacionist, je podal izjavo, v kateri je podprl Rooseveltov govor. Dejal je: "Naša država je bila napadena z veliko silo orožja in z veliko silo orožja se moramo tudi maščevati. Zdaj moramo vse napore usmeriti v izgradnjo največje in najučinkovitejše vojske, mornarice in letalske sile na svetu."
Del govora, v katerem je bil omenjen izraz "sramota" se pogosto napačno citira kot "dan, ki bo živel v sramoti". Vendar je Roosevelt poudaril datum - 7. december 1941 - in ne dan napada, nedeljo, ki jo je omenil šele v zadnjem delu govora. Poskušal je poudariti zgodovinski pomen dogodkov v Pearl Harborju in pozval Američane, naj nikoli ne pozabijo tega dogodka in da naj obeležijo njegov spomin. Izraz "dan sramote" je v medijih postal široko uporabljen za označevanje katerega koli trenutka najvišje sramote ali zla.